# Mariakerk (Breda)
De Mariakerk is een kerk in de wijk Overakker en IJpelaar in het zuiden van de Nederlandse gemeente Breda. De kerk ligt aan het Mariaplein.

## Geschiedenis
De Mariaparochie is opgericht in februari 1933. Bouwpastoor was Joseph Baeten, later de zesde bisschop van Breda. De Mariakerk werd ontworpen door architect Jacques Hurks in een, aan de Amsterdamse School verwante, expressionistische stijl. De kerk werd ingezegend op 31 mei 1934. Het gebouw stond toen nog midden tussen de akkers; hieraan dankt de kerk de bijnaam spruitjeskerk.
Tot 1942 viel de parochie onder de gemeente Ginneken en Bavel.
Op 31 mei 2009 was het 75 jaar geleden dat de Mariakerk werd ingewijd. Dit werd in mei gevierd met diverse activiteiten. Ter gelegenheid van het jubileum is er een boekje over de geschiedenis van de kerk gemaakt.
Sinds 2020 is de kerk eigendom van het bisdom van Breda. Twee parochies maken van de kerk gebruik: de Poolse Parochie van de Heilige Maximiliaan Maria Kolbe en de R.K. Parochie van de Heilige Familie.